# Батк Лејк (Минесота)
Батк Лејк (енгл. Battle Lake) град је у америчкој савезној држави Минесота.

## Демографија
По попису из 2010. године број становника је 875, што је 189 (27,6%) становника више него 2000. године.
| Група             | 2000.       | 2010.       |
| Белци             | 670 (97,7%) | 853 (97,5%) |
| Афроамериканци    | 2 (0,3%)    | 3 (0,3%)    |
| Азијати           | 3 (0,4%)    | 3 (0,3%)    |
| Хиспаноамериканци | 10 (1,5%)   | 2 (0,2%)    |
| Укупно            | 686         | 875         |